# يوفنتوس موسم 2002–03
كان موسم 2002–03 هو الموسم الـ105 لنادي يوفنتوس لكرة القدم في الوجود والموسم الـ101 على التوالي في الدوري الإيطالي.
استمتع يوفنتوس بنجاح كبير، حيث قاد مارتشيلو ليبي الفريق إلى لقب الدوري الإيطالي للموسم الثاني على التوالي، وأنهى الموسم متقدماً بفارق سبع نقاط عن إنتر ميلان و11 نقطة عن ميلان، وفي أوروبا، وصل إلى نهائي دوري أبطال أوروبا بعد إقصاء عمالقة مثل ريال مدريد في الطريق. في النهائي الإيطالي الخالص، واجه يوفنتوس ميلان وخسر بركلات الترجيح بعد التعادل بدون أهداف. كانت هذه هي المرة الرابعة التي يقود فيها ليبي يوفنتوس إلى نهائي دوري أبطال أوروبا (فاز في عام 1996 لكنه خسر في عامي 1997 و1998).
استخدم ليبي خطة 4–3–1–2 في معظم فترات الموسم، مع وجود بافل نيدفيد في دور صانع الألعاب بدلاً من مركزه المعتاد في خط الوسط الأيسر. كان لدى نيدفيد أحد أفضل المواسم في مسيرته وحصل على جائزة الكرة الذهبية عام 2003 في أعقاب أدائه. ولسوء حظ النادي، فقد تم استبعاده من نهائي دوري أبطال أوروبا بعد حصوله على البطاقة الصفراء في مباراة إياب نصف النهائي ضد ريال مدريد، وسيكون غيابه محسوسًا بشكل كبير.